# 5600 (année hébraïque)
5600 (hébreu : ה'ת"ר , abbr. : ת"ר) est une année hébraïque qui a commencé à la veille au soir du 9 septembre 1839 et s'est finie le 27 septembre 1840. Cette année a compté 385 jours. Ce fut une année embolismique dans le cycle métonique, avec deux mois de Adar - Adar I et Adar II. Ce fut une année de chemitta.

## Calendrier
Ce calendrier hébraïque de l'année 5600 donne les correspondances avec les dates du calendrier grégorien.
Le premier nombre dans chaque case correspond au jour du mois hébraïque. Les jours en couleurs sont des jours remarquables juifs .
| ◄◄ | 5600 | ►► |

## Événements
- Affaire de Damas

## Naissances
- Yitzchak Yaacov Reines
- Émile Zola

## Décès
- Hatam Sofer

5595 - 5596 - 5597 - 5598 - 5599 - 5600 - 5601 - 5602 - 5603 - 5604 - 5605